# Clancy

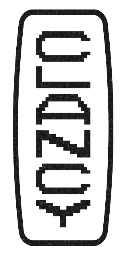
Logo de "Clancy"

Clancy es el séptimo álbum de larga duración y quinto álbum de estudio del dúo estadounidense Twenty One Pilots, publicado el 24 de mayo de 2024 a través de Fueled by Ramen. Sirvió como prólogo al «capítulo final» de la serie de álbumes conceptuales que iniciaron hace casi una década con Blurryface (2015), a su vez, lleva el título del protagonista de su quinto álbum de estudio, Trench (2018).
Clancy está enmarcado en el mundo metafórico de «Trench» y la ciudad distópica de «Dema». Clancy contará la historia de los planes del personaje principal de regresar a Trench después de escapar de Dema y recibir un «poder milagroso» en el sexto álbum de la banda, Scaled and Icy (2021). Fue producido por el líder de la banda Tyler Joseph y Paul Meany, frecuente colaborador de la banda. Clancy se anunció el 29 de febrero de 2024, luego de semanas de especulaciones. Su primer sencillo, «Overcompensate», fue lanzado horas después del anuncio del álbum.El segundo sencillo, «Next Semester», fue lanzado el 27 de marzo de 2024 junto con su video musical. El tercer sencillo, «Backslide», fue lanzado el 25 de abril de 2024 junto con su video musical dirigido por Josh Dun, el baterista de la banda.
El cuarto sencillo, «The Craving», fue lanzado el 22 de mayo de 2024 junto a su video musical.

## Antecedentes
El 15 de febrero de 2024, más de dos años después del lanzamiento del sexto álbum de estudio de Twenty One Pilots, Scaled and Icy (2021), se publicó la portada de ese álbum, así como de los discos anteriores Vessel (2013), Blurryface (2015), Trench ( 2018) y Scaled and Icy (2021) actualizaron para estar parcialmente ocultos por cinta roja en las plataformas de streaming. Poco después, la gente comenzó a publicar en sus redes sociales que habían recibido un correo de la banda que contenía cartas crípticas. Casi al mismo tiempo, vallas publicitarias y carteles en numerosos países comenzaron a mostrar un nuevo logotipo de la banda.
El 22 de febrero de 2024, la banda lanzó un vídeo narrado, titulado «I Am Clancy» en sus plataformas de redes sociales. En el vídeo, el narrador, que se revela como Clancy, resume la historia de los tres álbumes anteriores y sus múltiples intentos de escapar de Dema, una ciudad ubicada en el continente metafórico de Trench que fue concebido en el álbum del mismo nombre.; Termina el video afirmando que «regresaría a Trench».
El 15 de marzo de 2024, Tyler Joseph anunció por redes sociales que cada canción del álbum tendrá su video musical y que se lanzarían todos juntos en la fecha de lanzamiento del álbum.La canción «The Craving» tendrá dos versiones «The Craving (Jenna's Version)» y «The Craving» cada una con su respectivo video musical.
El 23 de abril de 2024, Joseph anunció por redes sociales, que para poder lograr cumplir con los tiempos de producción de los videos musicales del álbum, se atrasaría una semana el lanzamiento, previsto originalmente para el 17 de mayo de 2024.

## Lista de canciones
| Lista de canciones de Clancy |                                 |          |  |
| N.º                          | Título                          | Duración |  |
| 1.                           | «Overcompensate»                | 3:56     |  |
| 2.                           | «Next Semester»                 | 3;54     |  |
| 3.                           | «Backslide»                     | 3:00     |  |
| 4.                           | «Midwest Indigo»                | 3:16     |  |
| 5.                           | «Routines in the Night»         | 3:22     |  |
| 6.                           | «Vignette»                      | 3:22     |  |
| 7.                           | «The Craving (Jenna's Version)» | 2:54     |  |
| 8.                           | «Lavish»                        | 2:38     |  |
| 9.                           | «Navigating»                    | 3:43     |  |
| 10.                          | «Snap Back»                     | 3:30     |  |
| 11.                          | «Oldies Station»                | 3:48     |  |
| 12.                          | «At the Risk of Feeling Dumb»   | 3:23     |  |
| 13.                          | «Paladin Strait»                | 6:28     |  |
| 47:18                        |                                 |          |  |

## Posicionamiento en listas
| Listas (2024)                                | Mejor posición |
| -------------------------------------------- | -------------- |
| Argentina (CAPIF)                            | 2              |
| Australia (ARIA)                             | 1              |
| Austria (Ö3 Austria)                         | 2              |
| Bélgica (Ultratop Flandes)                   | 4              |
| Bélgica (Ultratop Valonia)                   | 3              |
| Canadá (Billboard Canadian Albums)           | 3              |
| Croatian International Albums (HDU)          | 4              |
| Países Bajos (Album Top 100)                 | 2              |
| Finlandia (Suomen virallinen lista)          | 20             |
| Alemania (Offizielle Top 100)                | 1              |
| Hungría (MAHASZ)                             | 6              |
| Irlanda (OCC)                                | 3              |
| Italia (FIMI)                                | 11             |
| Japanese Digital Albums (Oricon)             | 27             |
| Japanese Hot Albums (Billboard Japan)        | 79             |
| Lithuanian Albums (AGATA)                    | 6              |
| Nueva Zelanda (Recorded Music NZ)            | 3              |
| Noruega (VG-lista)                           | 39             |
| Polonia (ZPAV)                               | 7              |
| Portugal (AFP)                               | 7              |
| Escocia (Scottish Albums Chart)              | 1              |
| España (PROMUSICAE)                          | 5              |
| Swedish Physical Albums (Sverigetopplistan)  | 12             |
| Suiza (Schweizer Hitparade)                  | 5              |
| Reino Unido (UK Albums Chart)                | 2              |
| Estados Unidos (Billboard 200)               | 3              |
| US Top Rock & Alternative Albums (Billboard) | 2              |